# 阿波国分尼寺跡

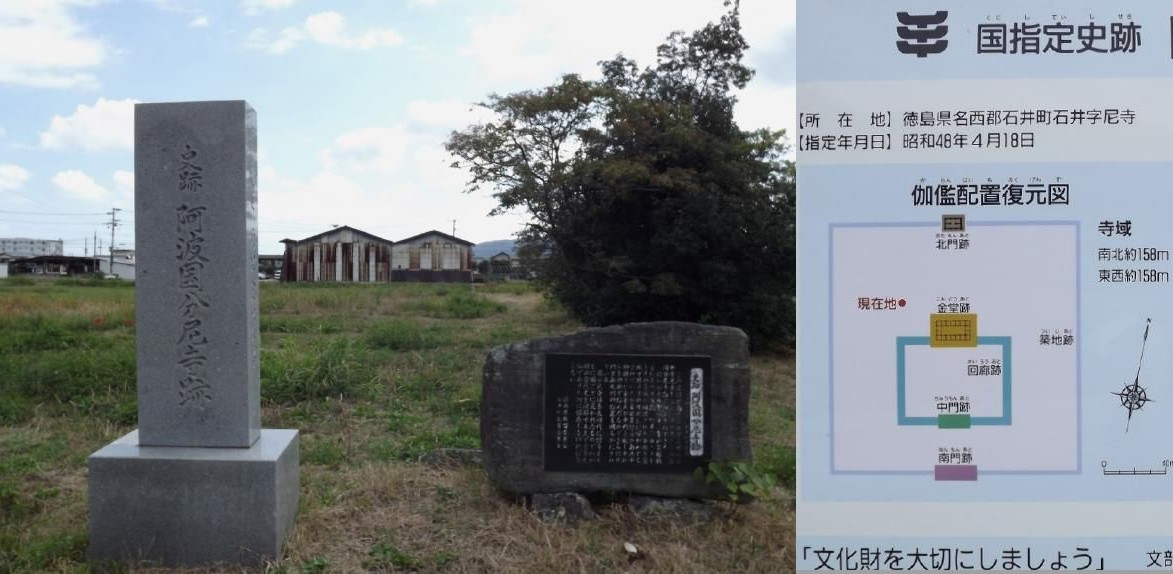
阿波国分尼寺跡を示す石碑と案内板

阿波国分尼寺跡（あわこくぶんにじあと）は、徳島県名西郡石井町石井尼寺12-1にある古代寺院跡。国の史跡に指定されている。
奈良時代に聖武天皇の詔により日本各地に建立された国分寺のうち、阿波国国分尼寺の寺院跡にあたる。

## 概要
沖積平野の山麓に所在する。
寺の廃絶後も地名として「尼寺」（にんじ）が残っていた。
1970年の住宅地造成の際に徳島県教育委員会による発掘調査が実施され、遺構や伽藍配置が確認された。寺域は約150m四方と推定され、伽藍配置は北門・金堂が中軸上に直列する。

## 文化財

### 国の史跡
- 阿波国分尼寺跡 - 昭和48年4月14日指定[1]。

## 現地情報

### 所在地
- 徳島県名西郡石井町石井尼寺12-1 （北緯34度4分4.2秒 東経134度27分55.8秒 / 北緯34.067833度 東経134.465500度)